# Llista de topònims de Teià
Llista de topònims (noms propis de lloc) del municipi de Teià, al Maresme
Informació actualitzada per un bot. Els canvis manuals es perdran quan s'actualitzi!

## casa
| imatge | Nom                             | Ubicat a | instància de | Detalls                                                                | coordenades | Protecció                                  | Commons (més fotos)         | Dades a WD                    |
| ------ | ------------------------------- | -------- | ------------ | ---------------------------------------------------------------------- | --- | ------------------------------------------ | --------------------------- | ----------------------------- |
|        | Ca l'Americano                  | Teià     | casa         | Estil: arquitectura eclèctica 1921                                     | 41° 29′ 55″ N, 2° 19′ 23″ E / 41.498561°N,2.322945°E ca:Carrer Margarida Xirgu s/n                                               | bé cultural d'interès local                | Ca l'Americano              | Modifica les dades a Wikidata |
|        | Ca l'Estartús                   | Teià     | casa         | Estil: modernisme català arquitectura modernista 1904                  | 41° 29′ 52″ N, 2° 19′ 26″ E / 41.49775°N,2.32394°E ca:carrer Folch i Torras, 15-17                                               | bé integrant del patrimoni cultural català | Ca l'Estartús (Teià)        | Modifica les dades a Wikidata |
|        | Ca n'Olivella                   | Teià     | casa         | Arquitecte: Francesc de Paula Nebot i Torrens Estil: noucentisme 1920s | 41° 30′ 06″ N, 2° 19′ 06″ E / 41.50179°N,2.3184°E ca:Passeig de la Riera, 139-141                                                | bé integrant del patrimoni cultural català | Ca n'Olivella (Teià)        | Modifica les dades a Wikidata |
|        | Cal Senyorcinto                 | Teià     | casa         |                                                                        | 41° 29′ 56″ N, 2° 19′ 23″ E / 41.49901570451097°N,2.322943210601807°E ca:Torrent del Doctor Barrera                              |                                            |                             | Modifica les dades a Wikidata |
|        | Can Bordoi, Mestre Riera        | Teià     | casa         | 18th century                                                           | 41° 30′ 01″ N, 2° 19′ 14″ E / 41.50033°N,2.32055°E ca:Carrer Sant Jordi                                                          |                                            |                             | Modifica les dades a Wikidata |
|        | Can Cambray                     | Teià     | casa         | Estil: arquitectura eclèctica                                          | 41° 30′ 21″ N, 2° 19′ 04″ E / 41.50586°N,2.31784°E ca:Torrent de la Móra, 17Passeig de la Riera-Carrer Torrent de Can Móra, 9-11 | bé integrant del patrimoni cultural català | Can Cambray (Teià)          | Modifica les dades a Wikidata |
|        | Can Llobet                      | Teià     | casa         | 19th century                                                           | 41° 29′ 50″ N, 2° 19′ 20″ E / 41.49717553850143°N,2.3222780227661137°E ca:Pau Casals                                             | bé cultural d'interès local                |                             | Modifica les dades a Wikidata |
|        | Can Munt                        | Teià     | casa         | Estil: arquitectura neoclàssica 19th century                           | 41° 30′ 28″ N, 2° 19′ 04″ E / 41.50781°N,2.31786°E ca:Torrent del Molí, 4Carrer Disseminat, 22                                   | bé integrant del patrimoni cultural català | Can Munt (Teià)             | Modifica les dades a Wikidata |
|        | Can Padró                       | Teià     | casa         | Estil: arquitectura popular 18th century                               | 41° 29′ 58″ N, 2° 19′ 11″ E / 41.4994°N,2.31976°E ca:C. Víctor Català, 11 115 msnm                                               | bé integrant del patrimoni cultural català | Can Padró (Teià)            | Modifica les dades a Wikidata |
|        | Can Peixau                      | Teià     | casa         | Estil: arquitectura neoclàssica 1726                                   | 41° 29′ 50″ N, 2° 19′ 25″ E / 41.49733°N,2.3236°E ca:Carrer Pau Claris, 1-11Carreu Pau Casals, 18-26                             | bé integrant del patrimoni cultural català | Can Peixau (Teià)           | Modifica les dades a Wikidata |
|        | Can Tarradas                    | Teià     | casa         | Estil: arquitectura eclèctica 1851                                     | 41° 29′ 47″ N, 2° 19′ 17″ E / 41.49652°N,2.3213°E ca:Carrer Josep Puigoriol, 10                                                  | bé integrant del patrimoni cultural català | Can Tarradas (Teià)         | Modifica les dades a Wikidata |
|        | Can Villà                       | Teià     | casa         | 1919                                                                   | 41° 30′ 02″ N, 2° 19′ 07″ E / 41.5004731°N,2.3185699°E ca:Carrer Josep Sabatés                                                   |                                            |                             | Modifica les dades a Wikidata |
|        | Casa Pol                        | Teià     | casa         | Estil: arquitectura popular                                            | 41° 30′ 01″ N, 2° 19′ 19″ E / 41.50037°N,2.32193°E ca:Berenguer Roudors, 9                                                       | bé integrant del patrimoni cultural català | Casa Pol (Teià)             | Modifica les dades a Wikidata |
|        | Casa al Carrer Cadi 1           | Teià     | casa         |                                                                        | 41° 29′ 50″ N, 2° 19′ 22″ E / 41.49722375312502°N,2.3227339982986455°E                                                           |                                            |                             | Modifica les dades a Wikidata |
|        | Casa al carrer dels Brucs 2     | Teià     | casa         |                                                                        | 41° 29′ 54″ N, 2° 19′ 22″ E / 41.498212144998654°N,2.3227339982986455°E ca:Carrer dels Brucs                                     |                                            |                             | Modifica les dades a Wikidata |
|        | Casa del Passeig de la Riera 34 | Teià     | casa         |                                                                        | 41° 29′ 48″ N, 2° 19′ 21″ E / 41.496532673424°N,2.322567701339722°E ca:Passeig de la Riera                                       |                                            |                             | Modifica les dades a Wikidata |
|        | Torre Sala                      | Teià     | casa         | Arquitecte: Lluís Bonet i Garí Estil: noucentisme 1928                 | 41° 30′ 02″ N, 2° 19′ 01″ E / 41.50044°N,2.31694°E ca:Carrer Can Bassols, 2-18                                                   | bé integrant del patrimoni cultural català | Torre Sala (Teià)           | Modifica les dades a Wikidata |
|        | Torre de Can Pujades            | Teià     | casa         | 1505                                                                   | 41° 29′ 42″ N, 2° 19′ 54″ E / 41.49496°N,2.33159°E ca:Carrer Ramon Llull, Urbanització Sant Berger                               | bé integrant del patrimoni cultural català | Torre de Can Pujades (Teià) | Modifica les dades a Wikidata |
|        | Villa Carmen                    | Teià     | casa         | Estil: arquitectura eclèctica 1890                                     | 41° 29′ 56″ N, 2° 19′ 17″ E / 41.4988°N,2.32144°E ca:Passeig de la Riera, 90-94                                                  | bé integrant del patrimoni cultural català | Ca la Cecília (Teià)        | Modifica les dades a Wikidata |
|        | casa al passeig de la Riera 60  | Teià     | casa         |                                                                        | 41° 29′ 51″ N, 2° 19′ 19″ E / 41.497637593834554°N,2.3219561576843266°E ca:Passeig de la Riera                                   |                                            |                             | Modifica les dades a Wikidata |
|        | les Torres d'en Godó            | Teià     | casa         | Estil: modernisme català arquitectura modernista                       | 41° 30′ 08″ N, 2° 19′ 05″ E / 41.502132°N,2.31818°E ca:passeig de la Riera, 143-149 - passatge Comte de Godó                     | bé integrant del patrimoni cultural català | Les Torres d'en Godó (Teià) | Modifica les dades a Wikidata |

## edifici
| imatge | Nom                           | Ubicat a | instància de | Detalls                                      | coordenades                                                                                                  | Protecció                                  | Commons (més fotos)   | Dades a WD                    |
| ------ | ----------------------------- | -------- | ------------ | -------------------------------------------- | --- | ------------------------------------------ | --------------------- | ----------------------------- |
|        | Can Bancs                     | Teià     | edifici      | 1889                                         | 41° 29′ 59″ N, 2° 19′ 05″ E / 41.49977907681279°N,2.3179328441619877°E ca:Torrent de Casa Bru 61, 08329 Teià |                                            |                       | Modifica les dades a Wikidata |
|        | Can Dardanyà                  | Teià     | edifici      | Estil: arquitectura neoclàssica 19th century | 41° 29′ 57″ N, 2° 19′ 12″ E / 41.49908°N,2.31989°E ca:Torrent de Casa Bru 22, 08329 Teià                     | bé cultural d'interès local                | Can Dardanyà          | Modifica les dades a Wikidata |
|        | Can Famades                   | Teià     | edifici      |                                              | 41° 29′ 51″ N, 2° 19′ 21″ E / 41.49763°N,2.32243°E ca:Passatge de Can Feu 7, 08329 Teià                      | bé cultural d'interès local                | Can Xen               | Modifica les dades a Wikidata |
|        | Can Llaurador de Dalt         | Teià     | edifici      | Estil: arquitectura popular 1683             | 41° 30′ 01″ N, 2° 19′ 06″ E / 41.50019°N,2.31845°E ca:Carrer de Josep Sabatés 13, 08329 Teià                 | bé cultural d'interès local                | Can Llaurador de Dalt | Modifica les dades a Wikidata |
|        | Can Wertheim                  | Teià     | edifici      | Estil: arquitectura popular 17th century     | 41° 30′ 09″ N, 2° 19′ 12″ E / 41.50243°N,2.31992°E ca:Carrer Sebastià Dalmau, 9                              | bé integrant del patrimoni cultural català | Can Wertheïm (Teià)   | Modifica les dades a Wikidata |
|        | Poliesportiu Municipal El Cim | Teià     | edifici      |                                              | 41° 29′ 42″ N, 2° 19′ 10″ E / 41.49498977120441°N,2.3194938898086552°E ca:Carrer Josep Puigoriol             |                                            |                       | Modifica les dades a Wikidata |
|        | la Palma                      | Teià     | edifici      | Estil: noucentisme 1911                      | 41° 29′ 58″ N, 2° 19′ 13″ E / 41.49958°N,2.3203°E ca:Carrer Pere Noguera, 6-10Baixada de les Moreres 2-4     | bé integrant del patrimoni cultural català | La Palma (Teià)       | Modifica les dades a Wikidata |
|        | la Unió                       | Teià     | edifici      | Estil: arquitectura eclèctica                | 41° 29′ 59″ N, 2° 19′ 14″ E / 41.49977907681279°N,2.3206901550292973°E ca:Carrer Berenguer Raudors           | bé cultural d'interès local                | La Unió (Teià)        | Modifica les dades a Wikidata |
|        | les Escaletes                 | Teià     | edifici      | Estil: arquitectura popular 20th century     | 41° 30′ 03″ N, 2° 19′ 13″ E / 41.5007514°N,2.3203257°E ca:Carrer de les Escales                              | bé cultural d'interès local                |                       | Modifica les dades a Wikidata |

## entitat singular de població
| imatge | Nom              | Ubicat a | instància de                                                                   | Detalls  | coordenades                                                                | Protecció | Commons (més fotos) | Dades a WD                    |
| ------ | ---------------- | -------- | ------------------------------------------------------------------------------ | -------- | -------------------------------------------------------------------------- | --------- | ------------------- | ----------------------------- |
|        | Buvisa           | Teià     | entitat singular de població polígon industrial                                | 51 hab   | 41° 29′ 27″ N, 2° 20′ 26″ E / 41.490723°N,2.340517°E 45 msnm               |           |                     | Modifica les dades a Wikidata |
|        | Sant Berger      | Teià     | entitat singular de població                                                   | 479 hab  | 41° 29′ 57″ N, 2° 19′ 54″ E / 41.499271518965°N,2.331534857042°E 114 msnm  |           |                     | Modifica les dades a Wikidata |
|        | Teià             | Teià     | entitat singular de població capital municipal ens local històric de Catalunya | 3767 hab | 41° 29′ 53″ N, 2° 19′ 19″ E / 41.49804°N,2.32206°E 118 msnm                |           |                     | Modifica les dades a Wikidata |
|        | Vallvallida      | Teià     | entitat singular de població                                                   | 358 hab  | 41° 29′ 24″ N, 2° 19′ 14″ E / 41.49°N,2.3205°E 118 msnm                    |           |                     | Modifica les dades a Wikidata |
|        | Víctor Font Gual | Teià     | entitat singular de població                                                   | 53 hab   | 41° 29′ 16″ N, 2° 19′ 35″ E / 41.487833333333°N,2.3264722222222°E 65 msnm  |           |                     | Modifica les dades a Wikidata |
|        | la Molassa       | Teià     | entitat singular de població                                                   | 243 hab  | 41° 30′ 10″ N, 2° 18′ 57″ E / 41.502694444444°N,2.3159166666667°E 154 msnm |           |                     | Modifica les dades a Wikidata |
|        | la Muntanya      | Teià     | entitat singular de població                                                   | 132 hab  | 41° 30′ 46″ N, 2° 18′ 47″ E / 41.512756°N,2.312972°E 250 msnm              |           |                     | Modifica les dades a Wikidata |
|        | les Valls        | Teià     | entitat singular de població                                                   | 1729 hab | 41° 29′ 34″ N, 2° 18′ 54″ E / 41.492777777778°N,2.3150555555556°E 115 msnm |           |                     | Modifica les dades a Wikidata |

## font
| imatge | Nom                          | Ubicat a | instància de | Detalls | coordenades                                          | Protecció | Commons (més fotos) | Dades a WD                    |
| ------ | ---------------------------- | -------- | ------------ | ------- | ---------------------------------------------------- | --------- | ------------------- | ----------------------------- |
|        | font de les Perdius          | Teià     | font         |         | 41° 30′ 35″ N, 2° 19′ 18″ E / 41.509595°N,2.321764°E |           | Font de les Perdius | Modifica les dades a Wikidata |
|        | font del Botxer              | Teià     | font         |         | 41° 30′ 54″ N, 2° 19′ 18″ E / 41.514963°N,2.32165°E  |           | Font del Botxer     | Modifica les dades a Wikidata |
|        | font del Dragó               | Teià     | font         |         | 41° 30′ 52″ N, 2° 19′ 25″ E / 41.514339°N,2.323539°E |           |                     | Modifica les dades a Wikidata |
|        | font del Garrofer d'en Manel | Teià     | font         |         | 41° 30′ 48″ N, 2° 19′ 15″ E / 41.513314°N,2.320854°E |           |                     | Modifica les dades a Wikidata |
|        | font del Pericó d'en Canal   | Teià     | font         |         | 41° 30′ 26″ N, 2° 19′ 38″ E / 41.507353°N,2.327231°E |           |                     | Modifica les dades a Wikidata |
|        | font del Senglar             | Teià     | font         |         | 41° 30′ 39″ N, 2° 19′ 06″ E / 41.510712°N,2.318382°E |           |                     | Modifica les dades a Wikidata |
|        | font del Vedat               | Teià     | font         |         | 41° 30′ 45″ N, 2° 19′ 25″ E / 41.512465°N,2.323475°E |           |                     | Modifica les dades a Wikidata |
|        | font dels Ajupits            | Teià     | font         |         | 41° 30′ 53″ N, 2° 19′ 24″ E / 41.514743°N,2.323283°E |           |                     | Modifica les dades a Wikidata |

## indret
| imatge | Nom                   | Ubicat a | instància de | Detalls | coordenades                                                                                | Protecció | Commons (més fotos)   | Dades a WD                    |
| ------ | --------------------- | -------- | ------------ | ------- | ------------------------------------------------------------------------------------------ | --------- | --------------------- | ----------------------------- |
|        | Mirador d'en Pere     | Teià     | indret       |         | 41° 30′ 38″ N, 2° 19′ 23″ E / 41.510638°N,2.322937°E Parc de la Serralada Litoral          |           |                       | Modifica les dades a Wikidata |
|        | Mirador de la Cornisa | Teià     | indret       | 2004    | 41° 30′ 44″ N, 2° 19′ 26″ E / 41.512236°N,2.323979°E 430 msnm                              |           | Mirador de la Cornisa | Modifica les dades a Wikidata |
|        | Mirador d’en Baldiri  | Teià     | indret       |         | 41° 32′ 28″ N, 2° 19′ 43″ E / 41.54116893333333°N,2.3284813°E                              |           |                       | Modifica les dades a Wikidata |
|        | Roca d'en Riera       | Teià     | indret       |         | 41° 30′ 29″ N, 2° 19′ 33″ E / 41.508046°N,2.325951°E 335 msnm                              |           | Roca d'en Riera       | Modifica les dades a Wikidata |
|        | Roca del Dinosaure    | Teià     | indret       |         | 41° 30′ 25″ N, 2° 19′ 26″ E / 41.506955°N,2.323914°E Parc de la Serralada Litoral 290 msnm |           | Rocs d'en Flores      | Modifica les dades a Wikidata |

## jaciment arqueològic
| imatge | Nom                                        | Ubicat a       | instància de                   | Detalls | coordenades                                                                                             | Protecció                                  | Commons (més fotos)            | Dades a WD                    |
| ------ | ------------------------------------------ | -------------- | ------------------------------ | ------- | --- | ------------------------------------------ | ------------------------------ | ----------------------------- |
|        | Cella Vinaria                              | Teià           | jaciment arqueològic despoblat |         | 41° 29′ 22″ N, 2° 18′ 40″ E / 41.4894505526128°N,2.31120786960312°E ca:Carrer Ernest Lluch 41           |                                            | Cella Vinaria                  | Modifica les dades a Wikidata |
|        | jaciment arqueològic de Cal Perdut de Baix | el Masnou Teià | jaciment arqueològic           | -200    | 41° 29′ 14″ N, 2° 20′ 26″ E / 41.48719°N,2.34043°E ca:Riera dels Bous, Teià                             | bé integrant del patrimoni cultural català | Jaciment de Cal Perdut de Baix | Modifica les dades a Wikidata |
|        | jaciment de la Riera de Teià               | el Masnou Teià | jaciment arqueològic           | -2000   | 41° 29′ 03″ N, 2° 20′ 15″ E / 41.48408°N,2.33745°E ca:Entre el camí del mig, la riera de Teià i la N-II | bé integrant del patrimoni cultural català |                                | Modifica les dades a Wikidata |

## masia
| imatge | Nom             | Ubicat a | instància de | Detalls                                                                              | coordenades                                                                                                  | Protecció                                  | Commons (més fotos)                | Dades a WD                    |
| ------ | --------------- | -------- | ------------ | ------------------------------------------------------------------------------------ | --- | ------------------------------------------ | ---------------------------------- | ----------------------------- |
|        | Ca l'Antiga     | Teià     | masia        |                                                                                      | 41° 30′ 07″ N, 2° 19′ 27″ E / 41.5020301911943°N,2.32425440331776°E ca:Torrent del Dr. Barrera, 84           | bé cultural d'interès local                |                                    | Modifica les dades a Wikidata |
|        | Ca l'Oriac      | Teià     | masia        | Estil: arquitectura popular                                                          | 41° 30′ 25″ N, 2° 18′ 52″ E / 41.50686°N,2.31433°E ca:Carretera el Turó i Ca l'OriacCarrer Disseminat 29     | bé integrant del patrimoni cultural català | Ca l'Oriac (Teià)                  | Modifica les dades a Wikidata |
|        | Ca la Lola      | Teià     | masia        | Estil: arquitectura gòtica                                                           | 41° 29′ 44″ N, 2° 19′ 28″ E / 41.49563°N,2.32431°E ca:Carrer Narcís Monturiol                                | bé integrant del patrimoni cultural català | Ca la Lola (Teià)                  | Modifica les dades a Wikidata |
|        | Cal Baster      | Teià     | masia        | Estil: arquitectura gòtica 15th century                                              | 41° 29′ 58″ N, 2° 19′ 18″ E / 41.499357°N,2.321649°E ca:Carrer Antonio Machado, 29                           | bé cultural d'interès nacional             | Cal Baster (Teià)                  | Modifica les dades a Wikidata |
|        | Cal Fuster      | Teià     | masia        | Estil: arquitectura popular                                                          | 41° 29′ 51″ N, 2° 19′ 21″ E / 41.49747°N,2.32256°E ca:Carrer Pau Casals, 9                                   | bé integrant del patrimoni cultural català | Cal Fuster (Teià)                  | Modifica les dades a Wikidata |
|        | Can Barrera     | Teià     | masia        | Estil: arquitectura popular 1333                                                     | 41° 30′ 00″ N, 2° 19′ 19″ E / 41.49995°N,2.32203°E ca:Carrer Berneguer Raudors, 20                           | bé integrant del patrimoni cultural català | Can Barrera (Teià)                 | Modifica les dades a Wikidata |
|        | Can Botei       | Teià     | masia        | Estil: arquitectura eclèctica 20th century                                           | 41° 29′ 48″ N, 2° 19′ 19″ E / 41.496661246949934°N,2.3218113183975224°E ca:Passeig de la Riera               | bé cultural d'interès local                |                                    | Modifica les dades a Wikidata |
|        | Can Bruguera    | Teià     | masia        | Estil: arquitectura popular                                                          | 41° 30′ 09″ N, 2° 19′ 09″ E / 41.5026°N,2.31915°E ca:Passeig de la Riera, 160-168-170Carrer Sebastià Dalmau  | bé integrant del patrimoni cultural català | Can Bruguera (Teià)                | Modifica les dades a Wikidata |
|        | Can Canjon      | Teià     | masia        |                                                                                      | 41° 30′ 18″ N, 2° 18′ 52″ E / 41.504899473858°N,2.3144351230454°E                                            |                                            |                                    | Modifica les dades a Wikidata |
|        | Can Casassa     | Teià     | masia        | Estil: arquitectura neoclàssica 1922                                                 | 41° 30′ 04″ N, 2° 19′ 14″ E / 41.50101°N,2.32049°E ca:Carrer de les Escales, 5                               | bé cultural d'interès local                | Can Casassa                        | Modifica les dades a Wikidata |
|        | Can Cinto Feu   | Teià     | masia        | Estil: arquitectura popular 17th century                                             | 41° 29′ 52″ N, 2° 19′ 20″ E / 41.49768179025889°N,2.322224378585816°E ca:Passatge de Can Feu 8               | bé cultural d'interès local                | Can Cinto Feu                      | Modifica les dades a Wikidata |
|        | Can Forn Vell   | Teià     | masia        |                                                                                      | 41° 29′ 21″ N, 2° 19′ 50″ E / 41.4890425200635°N,2.33058266525762°E                                          |                                            |                                    | Modifica les dades a Wikidata |
|        | Can Garbí       | Teià     | masia        |                                                                                      | 41° 29′ 29″ N, 2° 19′ 09″ E / 41.4914067199158°N,2.31903385165202°E                                          |                                            |                                    | Modifica les dades a Wikidata |
|        | Can Gassó       | Teià     | masia        |                                                                                      | 41° 29′ 34″ N, 2° 19′ 43″ E / 41.492823°N,2.328564°E 64 msnm                                                 |                                            | Can Gassó (Teià)                   | Modifica les dades a Wikidata |
|        | Can Godó        | Teià     | masia        | Arquitecte: Josep Majó i Ribas Estil: modernisme català arquitectura modernista 1916 | 41° 30′ 06″ N, 2° 19′ 12″ E / 41.50178°N,2.32013°E ca:Pg. de la Riera                                        | bé integrant del patrimoni cultural català | Can Godó (Teià)                    | Modifica les dades a Wikidata |
|        | Can Joan Dòria  | Teià     | masia        |                                                                                      | 41° 29′ 17″ N, 2° 20′ 26″ E / 41.48815475453995°N,2.3406672477722172°E 19 msnm                               |                                            | Can Joan Dòria                     | Modifica les dades a Wikidata |
|        | Can Llaurador   | Teià     | masia        | Estil: arquitectura popular 16th century                                             | 41° 29′ 37″ N, 2° 19′ 24″ E / 41.493621114501°N,2.32337141957597°E ca:Avinguda J. Roca Suárez, 32-38 95 msnm | bé cultural d'interès local                | Can Llaurador                      | Modifica les dades a Wikidata |
|        | Can Lledó       | Teià     | masia        | Estil: arquitectura gòtica                                                           | 41° 30′ 19″ N, 2° 18′ 57″ E / 41.50533°N,2.31584°E ca:Carrer l'Empordà, 22                                   | bé integrant del patrimoni cultural català | Can Lledó (Teià)                   | Modifica les dades a Wikidata |
|        | Can Llibreter   | Teià     | masia        | Estil: noucentisme 1886                                                              | 41° 29′ 53″ N, 2° 19′ 17″ E / 41.4980589835244°N,2.32137233875454°E ca:Torrent de les Monges, 2-12           | bé cultural d'interès local                | Can Llibreter                      | Modifica les dades a Wikidata |
|        | Can Maquica     | Teià     | masia        |                                                                                      | 41° 30′ 13″ N, 2° 18′ 56″ E / 41.5037087760955°N,2.31565786149603°E ca:Torrent de can Lledó                  |                                            |                                    | Modifica les dades a Wikidata |
|        | Can Martí Doria | Teià     | masia        |                                                                                      | 41° 29′ 26″ N, 2° 20′ 09″ E / 41.490693618446°N,2.33571688461608°E                                           |                                            |                                    | Modifica les dades a Wikidata |
|        | Can Mateu       | Teià     | masia        |                                                                                      | 41° 29′ 25″ N, 2° 20′ 23″ E / 41.4902205909019°N,2.33960307123653°E                                          |                                            |                                    | Modifica les dades a Wikidata |
|        | Can Mònac       | Teià     | masia        | Estil: arquitectura gòtica 14th century                                              | 41° 29′ 59″ N, 2° 19′ 18″ E / 41.49966°N,2.32177°E ca:Carrer Berenguer Raudors, 14                           | bé integrant del patrimoni cultural català | Can Monac (Teià)                   | Modifica les dades a Wikidata |
|        | Can Móra        | Teià     | masia        | Estil: arquitectura gòtica                                                           | 41° 30′ 17″ N, 2° 19′ 05″ E / 41.5046°N,2.31814°E ca:Passeig de la Riera, 172                                | bé integrant del patrimoni cultural català | Can Móra (Teià)                    | Modifica les dades a Wikidata |
|        | Can Nadal       | Teià     | masia        | Estil: arquitectura popular                                                          | 41° 29′ 54″ N, 2° 19′ 21″ E / 41.49839°N,2.32248°E ca:Carrer de Can Nadal 11, A-BCarrer Folch i Torres 47-49 | bé integrant del patrimoni cultural català | Masia Can Nadal (Teià)             | Modifica les dades a Wikidata |
|        | Can Padellàs    | Teià     | masia        | Estil: arquitectura popular                                                          | 41° 29′ 43″ N, 2° 19′ 32″ E / 41.49516°N,2.32542°E ca:Pg. Massarosa                                          | bé integrant del patrimoni cultural català | Can Padellàs (Teià)                | Modifica les dades a Wikidata |
|        | Can Puig-oriol  | Teià     | masia        | Estil: arquitectura neoclàssica 1899                                                 | 41° 29′ 46″ N, 2° 19′ 17″ E / 41.49622°N,2.3215°E ca:Carrer Josep Puigoriol, 39                              | bé integrant del patrimoni cultural català | Can Puig-oriol (Teià)              | Modifica les dades a Wikidata |
|        | Can Sala        | Teià     | masia        | Estil: arquitectura gòtica                                                           | 41° 30′ 02″ N, 2° 19′ 03″ E / 41.50056°N,2.31743°E ca:Carrer Can Bassols                                     | bé integrant del patrimoni cultural català | Can Sala (Teià)                    | Modifica les dades a Wikidata |
|        | Can Soler       | Teià     | masia        |                                                                                      | 41° 30′ 16″ N, 2° 18′ 53″ E / 41.5044594973668°N,2.31466742410663°E                                          |                                            |                                    | Modifica les dades a Wikidata |
|        | Can Torrents    | Teià     | masia        | Estil: arquitectura gòtica 1331                                                      | 41° 30′ 00″ N, 2° 19′ 09″ E / 41.49994°N,2.31919°E ca:Plaça Sant Jaume, 2-6                                  | bé integrant del patrimoni cultural català | Can Torrents (Teià)                | Modifica les dades a Wikidata |
|        | Can Ventosa     | Teià     | masia        |                                                                                      | 41° 30′ 12″ N, 2° 18′ 56″ E / 41.5034471509881°N,2.31558872468004°E                                          |                                            |                                    | Modifica les dades a Wikidata |
|        | Santa Rosalia   | Teià     | masia        | Estil: arquitectura popular                                                          | 41° 29′ 49″ N, 2° 19′ 14″ E / 41.49702°N,2.32051°E ca:Torrent de les Monges, 23-29                           | bé integrant del patrimoni cultural català | Llar Infantil Santa Rosalia (Teià) | Modifica les dades a Wikidata |
|        | la Bomba        | Teià     | masia        |                                                                                      | 41° 29′ 10″ N, 2° 20′ 19″ E / 41.486166°N,2.338489°E 14 msnm                                                 |                                            | La Bomba (Teià)                    | Modifica les dades a Wikidata |

## monument
| imatge | Nom                                     | Ubicat a | instància de | Detalls                                                                                   | coordenades                                                                    | Protecció | Commons (més fotos) | Dades a WD                    |
| ------ | --------------------------------------- | -------- | ------------ | ----------------------------------------------------------------------------------------- | ------------------------------------------------------------------------------ | --------- | ------------------- | ----------------------------- |
|        | Monument a Félix Rodríguez de la Fuente | Teià     | monument     | 1982 Dedicat a: Félix Rodríguez de la Fuente                                              | 41° 29′ 42″ N, 2° 19′ 22″ E / 41.4948672°N,2.3228814°E ca:Passeig de Massarosa |           |                     | Modifica les dades a Wikidata |
|        | Sagrat Cor de Teià                      | Teià     | monument     | Creador: Claudi Rius Garrich Estil: modernisme català 1956 Dedicat a: Sagrat Cor de Jesús | 41° 30′ 34″ N, 2° 19′ 15″ E / 41.509477°N,2.320813°E 284 msnm                  |           | Sagrat Cor de Teià  | Modifica les dades a Wikidata |

## muntanya
| imatge | Nom               | Ubicat a                        | instància de | Detalls | coordenades                                                    | Protecció | Commons (més fotos) | Dades a WD                    |
| ------ | ----------------- | ------------------------------- | ------------ | ------- | -------------------------------------------------------------- | --------- | ------------------- | ----------------------------- |
|        | Turó d'en Baldiri | Teià Premià de Dalt             | muntanya     |         | 41° 30′ 30″ N, 2° 19′ 45″ E / 41.50825°N,2.32926389°E 431 msnm |           | Turó d'en Baldiri   | Modifica les dades a Wikidata |
|        | Turó de Lledó     | Vallromanes Premià de Dalt Teià | muntanya     |         | 41° 31′ 01″ N, 2° 19′ 24″ E / 41.516941°N,2.323359°E 498 msnm  |           | Turó de Lledó       | Modifica les dades a Wikidata |

## nucli d'entitat singular de població
| imatge | Nom                                | Ubicat a         | instància de                                           | Detalls  | coordenades                                                        | Protecció | Commons (més fotos) | Dades a WD                    |
| ------ | ---------------------------------- | ---------------- | ------------------------------------------------------ | -------- | ------------------------------------------------------------------ | --------- | ------------------- | ----------------------------- |
|        | Assumpció                          | la Muntanya Teià | nucli d'entitat singular de població nucli de població | 15 hab   | 41° 30′ 48″ N, 2° 18′ 53″ E / 41.51343016°N,2.31479006°E 250 msnm  |           |                     | Modifica les dades a Wikidata |
|        | Gran Vista                         | la Muntanya Teià | nucli d'entitat singular de població nucli de població | 27 hab   | 41° 30′ 48″ N, 2° 18′ 59″ E / 41.51346703°N,2.31644342°E 255 msnm  |           |                     | Modifica les dades a Wikidata |
|        | Rials                              | les Valls Teià   | nucli d'entitat singular de població                   | 402 hab  | 41° 29′ 30″ N, 2° 18′ 55″ E / 41.49177883°N,2.31517398°E 35 msnm   |           |                     | Modifica les dades a Wikidata |
|        | Santa Fe                           | la Muntanya Teià | nucli d'entitat singular de població nucli de població | 40 hab   | 41° 30′ 50″ N, 2° 18′ 35″ E / 41.51390365°N,2.30962005°E 275 msnm  |           |                     | Modifica les dades a Wikidata |
|        | Teià (sector dret de la riera)     | Teià             | nucli d'entitat singular de població nucli de població | 1802 hab | 41° 29′ 52″ N, 2° 19′ 13″ E / 41.49787117°N,2.32028547°E 105 msnm  |           |                     | Modifica les dades a Wikidata |
|        | Teià (sector esquerre de la riera) | Teià             | nucli d'entitat singular de població nucli de població | 1591 hab | 41° 29′ 55″ N, 2° 19′ 21″ E / 41.49847808°N,2.32238776°E 104 msnm  |           |                     | Modifica les dades a Wikidata |
|        | Vallmora                           | les Valls Teià   | nucli d'entitat singular de població nucli de població | 169 hab  | 41° 29′ 19″ N, 2° 18′ 58″ E / 41.48852337°N,2.31604683°E 111 msnm  |           |                     | Modifica les dades a Wikidata |
|        | el Castell                         | les Valls Teià   | nucli d'entitat singular de població nucli de població | 556 hab  | 41° 29′ 47″ N, 2° 18′ 51″ E / 41.49642019°N,2.31409472°E 65 msnm   |           |                     | Modifica les dades a Wikidata |
|        | el Mas Arnau                       | Teià             | nucli d'entitat singular de població nucli de població | 359 hab  | 41° 29′ 50″ N, 2° 19′ 10″ E / 41.49721749°N,2.31941772°E 267 msnm  |           |                     | Modifica les dades a Wikidata |
|        | el Paradís                         | la Muntanya Teià | nucli d'entitat singular de població nucli de població | 11 hab   | 41° 30′ 44″ N, 2° 18′ 48″ E / 41.51221382°N,2.31322106°E 225 msnm  |           |                     | Modifica les dades a Wikidata |
|        | la Vinya                           | les Valls Teià   | nucli d'entitat singular de població nucli de població | 602 hab  | 41° 29′ 32″ N, 2° 19′ 01″ E / 41.49210826°N,2.316992657°E 122 msnm |           |                     | Modifica les dades a Wikidata |
|        | les Delícies                       | la Muntanya Teià | nucli d'entitat singular de població nucli de població | 26 hab   | 41° 30′ 34″ N, 2° 18′ 59″ E / 41.50952186°N,2.31644895°E 229 msnm  |           |                     | Modifica les dades a Wikidata |
|        | les Nogueres                       | la Muntanya Teià | nucli d'entitat singular de població nucli de població | 9 hab    | 41° 30′ 49″ N, 2° 18′ 57″ E / 41.51367097°N,2.31590201°E 260 msnm  |           |                     | Modifica les dades a Wikidata |

## Misc
| imatge | Nom                                    | Ubicat a                                                               | instància de                                                          | Detalls                                                       | coordenades | Protecció                                  | Commons (més fotos)                | Dades a WD                    |
| ------ | -------------------------------------- | ---------------------------------------------------------------------- | --------------------------------------------------------------------- | ------------------------------------------------------------- | --- | ------------------------------------------ | ---------------------------------- | ----------------------------- |
|        | Aqüeducte de Dosrius                   | Teià                                                                   | aqüeducte pont                                                        | Estil: arquitectura popular 1860 Estat: bon estat             | 41° 29′ 34″ N, 2° 19′ 04″ E / 41.492900365865°N,2.3178359716784°E ca:Aqüeducte, sobre el Torrent de Valldellida. C. de l'Aqüeducte. | bé integrant del patrimoni cultural català | Aqüeducte de Dosrius               | Modifica les dades a Wikidata |
|        | Casa Bru                               | Teià                                                                   | mansió                                                                | Estil: arquitectura gòtica historicisme arquitectònic         | 41° 29′ 56″ N, 2° 19′ 11″ E / 41.49887°N,2.31961°E ca:Torrent de Casa Bru, 9                                                        | bé integrant del patrimoni cultural català | Casa Bru (Teià)                    | Modifica les dades a Wikidata |
|        | Colònia Escolar Sueca Catalana de Teià | Teià                                                                   | organització no governamental                                         |                                                               | 41° 30′ 09″ N, 2° 19′ 12″ E / 41.502433°N,2.319916°E                                                                                |                                            | Can Wertheïm (Teià)                | Modifica les dades a Wikidata |
|        | La Lectora                             | Teià                                                                   | obra escultòrica                                                      | 2000s                                                         | 41° 29′ 38″ N, 2° 19′ 25″ E / 41.4939611°N,2.3234902°E ca:Biblioteca Can LlauradorAvinguda J. Roca Suárez, 32-38                    |                                            |                                    | Modifica les dades a Wikidata |
|        | Parc de la Serralada Litoral           | Àmbit Metropolità de Barcelona Maresme Vallès Oriental Barcelonès Teià | àrea protegida espai d'interès natural Pla d'Espais d'Interès Natural | 1992 Superfície: 4727.23282ha                                 | 41° 32′ 34″ N, 2° 20′ 51″ E / 41.54277778°N,2.3475°E ca:Passeig de la Riera s/n                                                     |                                            | La Conreria - Sant Mateu - Céllecs | Modifica les dades a Wikidata |
|        | Pedrera del Tercio                     | Teià                                                                   | pedrera indret                                                        |                                                               | 41° 30′ 52″ N, 2° 19′ 17″ E / 41.514461°N,2.321285°E                                                                                |                                            |                                    | Modifica les dades a Wikidata |
|        | Plaça de l'U d'Octubre de 2017         | Teià                                                                   | plaça                                                                 |                                                               | 41° 29′ 44″ N, 2° 19′ 22″ E / 41.49542773416382°N,2.322814464569092°E                                                               |                                            |                                    | Modifica les dades a Wikidata |
|        | Refugi de la Ferreria del Vedat        | Teià                                                                   | refugi de muntanya                                                    | 1998                                                          | 41° 30′ 34″ N, 2° 19′ 20″ E / 41.509335°N,2.322312°E ca:A la capçalera de la riera de Teià 299 msnm                                 |                                            | Refugi de la Ferreria del Vedat    | Modifica les dades a Wikidata |
|        | Sant Martí de Teià                     | Teià                                                                   | església                                                              | Estil: arquitectura gòtica arquitectura del Renaixement       | 41° 29′ 59″ N, 2° 19′ 11″ E / 41.49986°N,2.3197°E ca:Baixada de les Moreres, 7                                                      | bé integrant del patrimoni cultural català | Sant Martí de Teià                 | Modifica les dades a Wikidata |
|        | Serra de Teià                          | Alella Teià                                                            | serra                                                                 |                                                               | 41° 30′ 24″ N, 2° 18′ 26″ E / 41.5067°N,2.3073°E                                                                                    |                                            |                                    | Modifica les dades a Wikidata |
|        | barraca de la Vinya del Carniceret     | Teià                                                                   | barraca de vinya                                                      |                                                               | 41° 30′ 36″ N, 2° 19′ 01″ E / 41.5101098°N,2.3170052°E ca:C. Masnou s/n                                                             |                                            |                                    | Modifica les dades a Wikidata |
|        | casa consistorial de Teià              | Teià                                                                   | casa consistorial                                                     | Estil: noucentisme 19th century                               | 41° 29′ 59″ N, 2° 19′ 11″ E / 41.4996426°N,2.3198201°E ca:Pere Noguera, 12Entre Baixada de les Moreres i Plaça Sant Martí 118 msnm  | bé cultural d'interès local                | Casa de la Vila de Teià            | Modifica les dades a Wikidata |
|        | cementiri de Teià                      | Teià                                                                   | cementiri                                                             | Arquitecte: Miquel Garriga i Roca Estil: arquitectura popular | 41° 30′ 04″ N, 2° 19′ 32″ E / 41.501186°N,2.3255738°E ca:Camí del CementiriCarrer Disseminats 20                                    | bé cultural d'interès local                | Cementiri de Teià                  | Modifica les dades a Wikidata |
|        | creu de terme de Can Llaurador         | Teià                                                                   | creu de terme                                                         | Estil: arquitectura gòtica                                    | 41° 29′ 38″ N, 2° 19′ 23″ E / 41.493877°N,2.323093°E ca:Avinguda José Roca Suárez Llanos                                            | bé cultural d'interès nacional             | Creu de terme de Can Llaurador     | Modifica les dades a Wikidata |
|        | plaça de la Fonda i el Mercat          | Teià                                                                   | estructura arquitectònica plaça                                       | Estil: modernisme català 1916                                 | 41° 29′ 56″ N, 2° 19′ 15″ E / 41.4988108°N,2.3209532°E ca:Plaça Catalunya                                                           | bé cultural d'interès local                |                                    | Modifica les dades a Wikidata |
|        | riera de Teià                          | Teià el Masnou                                                         | curs d'aigua                                                          | Desemboca: mar Mediterrània                                   | 41° 31′ 01″ N, 2° 18′ 58″ E / 41.517071°N,2.316155°E 41° 28′ 58″ N, 2° 20′ 13″ E / 41.482649°N,2.336838°E                           |                                            | Riera de Teià                      | Modifica les dades a Wikidata |
|        | roure de les Tres Branques             | Teià                                                                   | arbre singular                                                        | Taxon: roure de fulla gran (Quercus petraea)                  | 41° 31′ 03″ N, 2° 19′ 12″ E / 41.517578°N,2.319922°E                                                                                |                                            |                                    | Modifica les dades a Wikidata |